# Acrosemia ochrolaria
Acrosemia ochrolaria är en fjärilsart som beskrevs av William Schaus 1897. Acrosemia ochrolaria ingår i släktet Acrosemia och familjen mätare. Inga underarter finns listade i Catalogue of Life.